# Universidad municipal de Miyazaki

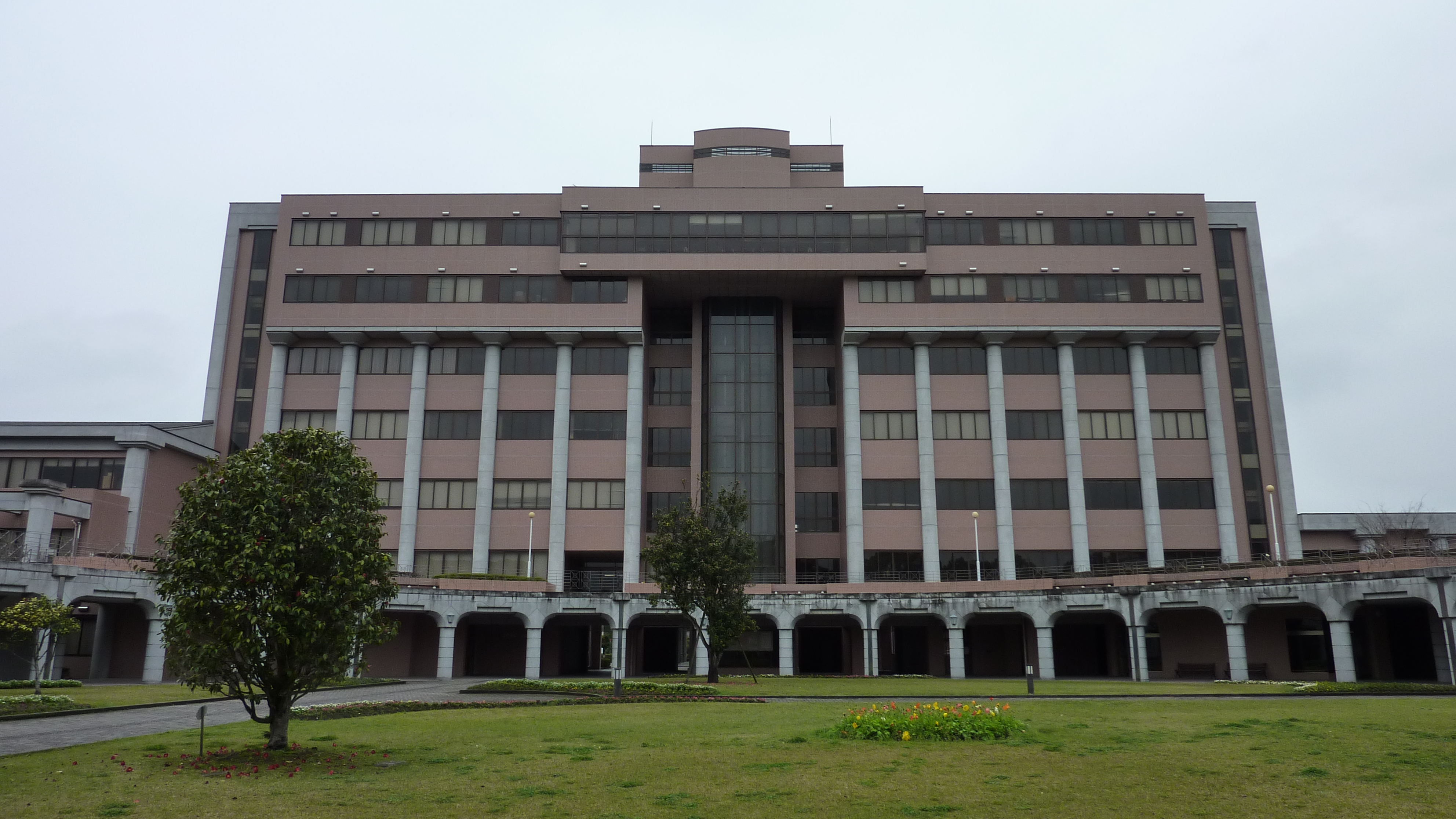
Universidad municipal de Miyazaki

Universidad Municipal de Miyazaki (宮崎 公立 大学 Miyazaki kōritsu daigaku?) es una universidad pública ubicada en Miyazaki, Miyazaki, Japón, fundada en 1993. No debe ser confundida con la Universidad de Miyazaki.